# واهه تیلبیان
واهه تیلبیان (ارمنی: Վահե Թիլբյան; انگلیسی: Vahe Tilbian؛ زاده ۱۷ فوریه ۱۹۸۰) خواننده اهل ارمنستان زاده اتیوپی و عضو گروه جنلوجی است.
در تاریخ ۲۸ آوریل ۲۰۱۵ به همراه دیگر اعضای خارجی گروه جنلوجی، وی نیز گذرنامه ارمنستان از رئیس‌جمهور سرژ سرکیسیان دریافت نمود.